# Трузсон, Христиан Иванович
Христиан Иванович Трузсон (Труссон, 1742—1813) — российский командир эпохи наполеоновских войн, генерал-лейтенант Русской императорской армии.

## Биография
Христиан Трузсон родился в Кобленце 15 марта 1742 года в немецкой дворянской семье.

С юности состоял на военной службе Трирского курфюршества (Kurfurstentum Trier), откуда 8 декабря 1782 года перешёл на российскую службу капитаном Инженерного корпуса русской армии. Участвовал в русско-турецкой войне 1787—1791 гг. и при штурме Очакова получил ранение в обе ноги при взрыве порохового погреба. Произведён в майоры и награждён 14 апреля 1789 года орденом Св. Георгия 4-го класса (№ 300): 
За отличную храбрость, оказанную при атаке крепости Очакова.
В 1790 году участвовал во взятии крепостей Бендеры и Килия. С 28 июня 1794 года — подполковник.

За заслуги в ходе Русско-персидская война 1796 года он был удостоен ордена Св. Георгия 3-го класса (№ 120): 
Во уважение на усердную службу и многих трудов, понесенных им при покорении города Дербента, где он не только план осады с точностию выполнил, но и всю вверенную ему работу производил под ружейными выстрелами с невероятным поспешением, искусством и неустрашимостию.
С 7 октября 1796 года — полковник, с 11 января 1797 года — бригадир, с 14 января 1798 года — генерал-майор.
В связи с назначением в Департамент водяных коммуникаций он был 22 апреля 1799 года переименован в действительные статские советники, но 16 июня того же года вышел в отставку. Однако 20 декабря 1800 года возвратился в службу с чином генерал-майора и назначением присутствующим по инженерной части в Инженерную экспедицию. С 15 июня 1806 года — генерал-лейтенант.
В 1809 году руководил реконструкцией Тульского оружейного завода и участвовал в строительстве Ивановского канала; 19 марта 1812 года возглавил инженерную службу 1-й Западной армии и после вторжения Наполеона в пределы Российской империи, принял участие в Отечественной войне 1812 года: руководил сооружением укреплений на правом фланге Бородинской позиции, занимался устройством переправ и гатей на пути движения русской армии.
Христиан Иванович Трузсон умер после тяжелой болезни 8 марта 1813 года в Санкт-Петербурге и был похоронен на Смоленском лютеранском кладбище.
С 10 ноября 1779 года был женат на Марии Терезии Текле Брам (Maria Therese Thekla Brahm) (1754—1824). У них было два сына:
- Иван Христианович Трузсон (1780—1843), генерал-лейтенант; председатель Инженерного отделения Военно-учёного комитета
- Пётр Христианович Трузсон (1787—1865), инженер-генерала; комендант Бобруйской крепости.